# سه فراری
سه فراری فیلمی به کارگردانی آرماییس آقامالیان و نویسندگی پرویز نوری محصول سال ۱۳۴۸ است.

## خلاصه داستان
«امیر» و «ناصر» و «منصور» برای به دست آوردن ده هزار تومان (که بتوانند با پرداخت آن، پدر دختری به نام «نرگس» را که زندانی است آزاد کنند) به کوشش همه‌جانبه ای دست می‌زنند. در همین حال سارقی در حال فرار چمدانی را در خانهٔ این سه جوان می‌اندازد؛ و چندی بعد صاحبخانه سه جوان را از خانه اش بیرون کرده و نرگس اثاثیهٔ آن‌ها را با چمدان محتوی پول نزد خود نگهداری می‌کند. همکاران سارق فراری به جستجوی چمدان می‌پردازند اما آن را نمی‌یابند و سرانجام با دخالت پلیس چمدان کشف شده و به صاحبش تحویل داده می‌شود. صاحب پول‌های داخل چمدان، ده هزار تومان مورد نیاز سه جوان را به عنوان پاداش به آن‌ها می‌دهد و با این ترتیب پدر نرگس از زندان آزاد می‌شود.

## بازیگران
- منصور سپهرنیا
- گرشا رئوفی
- محمد متوسلانی
- شهین
- اشرف کاشانی
- محسن آراسته
- ثریا بهشتی
- مینا
- اکبر جنتی شیرازی
- اکبر خواجوی
- فیروز